# عادل نبی
عادل نبی (انگلیسی: Adil Nabi؛ زادهٔ ۲۸ فوریهٔ ۱۹۹۴) بازیکن فوتبال اهل بریتانیا است. او در باشگاه‌های زيادى بازی کرده‌است كه می‌توان به باشگاه فوتبال وست برومویچ آلبیون و باشگاه فوتبال پیتربورو یونایتد اشاره کرد.
وی همچنین در تیم‌های ملی فوتبال England national under-16 football team و زیر ۱۷ سال انگلستان بازی کرده‌است.